# Museo Zeffirelli
Il Museo Zeffirelli fa parte della Fondazione Franco Zeffirelli onlus e si trova al primo piano del complesso di San Firenze, in piazza San Firenze 5 a Firenze.

## Descrizione
Nelle 22 sale espositive sono state raccolte in maniera ragionata le opere del regista e scenografo Franco Zeffirelli, inerenti alla sua attività nel campo dell’opera lirica, del teatro di prosa e del cinema.
Il percorso espositivo è allestito con circa 300 opere, tra bozzetti di scena, disegni, figurini e costumi, ed è così strutturato:
- Sala 1 Visconti: sono esposti i bozzetti riguardanti l’inizio della carriera e soprattutto la sua collaborazione con Luchino Visconti per il quale firmò le prime scenografie delle opere: Un tram che si chiama Desiderio di Tennessee Williams e Troilo e Cressida di William Shakespeare nel 1949 e Tre sorelle di Anton Ĉechov 1952. Sono esposti anche i bozzetti di Rosalinda o Come vi piace 1948 (William Shakespeare) con le scene di Salvador Dalì dove Franco Zeffirelli occupa il ruolo di direttore dell’allestimento.
- Sala 2 Callas: dedicata ai lavori con Maria Callas: Gioachino Rossini Il turco in Italia Teatro alla Scala Milano 1955; Giuseppe Verdi La traviata Civic Opera Dallas 1958; Vincenzo Bellini Norma Operà Parigi 1964; Giacomo Puccini Tosca Royal Opera House Londra 1964. Nella sala sono anche esposti i bozzetti dell’opera Norma, al teatro Massimo di Palermo, come materiale di confronto e studio con la Norma dell’Operà di Parigi
- Sala 3: sono esposti tutti i bozzetti inerenti alle opere giovanili: Rinaldo di Capua La zingara Teatro dei Rinnovati Siena 1950; Gioachino Rossini L'italiana in Algeri Teatro alla Scala 1953; Gaetano Donizetti L'elisir d'amore Teatro alla Scala 1955; G. B. Pergolesi Lo frate 'nnamorato la piccola Scala 1960

Bozzetti di opere di prosa
- Sala 4 Letteratura classica: Alfred de Musset Lorenzaccio commedie francaise Parigi 1976; Shakespeare Amleto Roma 1963, Hamlet (progetto non realizzato) Los Angeles 1979, Romeo and Juliet Old Vic Theatre 1960, Romeo e Giulietta Verona 1964; Friedrich Schiller Maria Stuart Firenze 1983
- Sala 5 Letteratura contemporanea: G. Verga La lupa teatro La Pergola Firenze 1965; G. D’Annunzio La città morta teatro Eliseo Roma 1965; P. F. Campanile e L. Magni Venti zecchini d’oro Roma 1968; L. Pirandello Così è (se vi pare) Prato 1984, Absolutely (Perhaps) Windham Theatre Londra 2002

Bozzetti d'opera
- Sala 6: Pietro Mascagni Cavalleria rusticana e Ruggero Leoncavallo Pagliacci varie versioni: Royal Opera House Londra 1959; Metropolitan Opera House New York 1970; Teatro dell’Opera di Roma 1992; Los Angeles 1995; Teatro Comunale di Firenze 2008.
- Sala 7: Samuel Barber Antony and Cleopatra inaugurazione nuovo teatro Metropolitan Opera House New York 1966
- Sala 8: Giuseppe Verdi Falstaff varie versioni: Festival d’Olanda Amsterdam 1956; Teatro dell’Opera di Roma 1963; Metropolitan Opera House New York 1964; Teatro dell’Opera di Roma 2010.

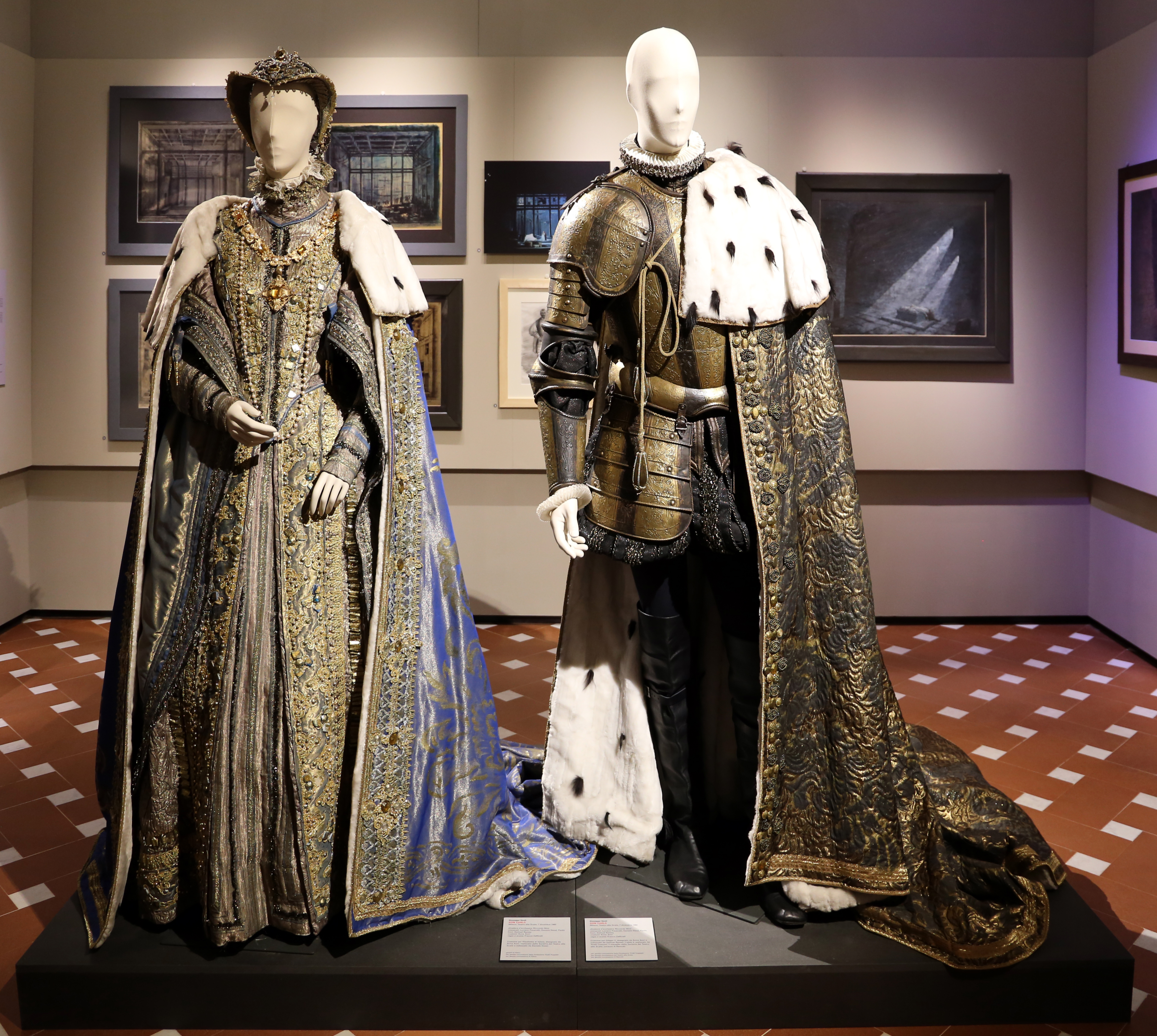
Costumi per il Don Carlo di Zeffirelli per il teatro alla Scala, 1992

- Sala 9: G. Verdi Otello Metropolitan Opera House New York 1972; Teatro alla Scala Milano 1976; G. Verdi Don Carlo Teatro alla Scala Milano 1992
- Sala 10: G. Verdi La traviata varie versioni: Teatro Municipal Rio De Janeiro 1979; Teatro Comunale di Firenze 1984; Metropolitan Opera House New York 1998; Teatro Verdi Busseto 2002 e teatro Bolshoi Mosca 2003; G. Verdi Il trovatore Arena di Verona 2001
- Sala 11: G. Verdi Aida varie versioni: progetto non realizzato per Il Cairo, New National Theatre Tokyo 1998; Teatro Verdi Busseto 2001; teatro Alla Scala Milano 2006
- Sala 12: sala proiezioni
- Sala 13: dedicata alla scenografa e costumista Lila De Nobili collaboratrice del Maestro; sono esposti i bozzetti dell’Aida 1963 teatro alla Scala regia F. Zeffirelli; La Traviata teatro alla Scala regia Luchino Visconti; The Great Gala Royal Albert Hall Londra 1962 regia F. Zeffirelli; inoltre sono esposti altri studi per La bohème.

Settore dedicato al cinema
- Sala 14: Dante Alighieri Inferno: progetto non realizzato per il cinema. I cinquantuno bozzetti sono esposti in questa sala di grandi dimensioni con relative proiezioni.
- Sala 15 (corridoio): costumi per i film : La Traviata 1983; Otello 1986; Storia di una capinera 1993;
- Sala 16: film Fratello Sole, Sorella Luna 1972, Gesù di Nazareth 1977
- Sala 17: film Un Tè con Mussolini 1999, Callas forever  2002
- Sala 18: film Romeo and Juliet 1968, Hamlet 1990. Primi lavori con Luchino Visconti
- Sala 19: G. Puccini La bohème, teatro alla Scala 1963; G. Puccini La bohème Metropolitan Opera House New York 1984; G. Puccini Tosca, teatro dell’Opera di Roma 2006; G. Puccini Madama Butterfly, Arena di Verona 2004
- Sala 20: G. Puccini Turandot, varie versioni: Teatro alla Scala Milano 1983, Metropolitan Opera House New York 1987, Arena di Verona 2010, Royal Opera House Muscat Oman
- Sala 21: Georges Bizet Carmen, varie versioni: Staatsoper Vienna 1978, Arena di Verona 1995, Metropiltan Opera House New York 1996, Arena di Verona 2009
- Sala 22: Wolfgang Amadeus Mozart Don Giovanni, varie versioni: Royal Opera House Londra 1962, Metropolitan Opera House New York 1990, Arena di Verona 2012